# 이재한 (1963년)
이재한(李在漢, 1963년 4월 26일 ~ )은 대한민국의 정당인이며 기업인이다. 19대 총선(충북 보은군·옥천군·영동군)과 20대 총선(충북 보은군·옥천군·영동군·괴산군)에 출마하였으나 낙선하였다. 그리고, 2024년 4월 10일에 실시한 22대 총선(충북 보은군·옥천군·영동군·괴산군)에 8년만에 출마하였으나 낙선하였다.

## 학력
- 오산고등학교 졸업
- 세인트존스 대학교 정치학과 학사
- 롱아일랜드 대학교 정치학과 석사
- 중앙대학교 국제대학원 국제정치학 박사

## 경력
- (주)한용산업 대표이사
- 한일 청년실업가협회 간사
- 중소기업중앙회 금융점검단 위원
- 사단법인 국제주차협회 회장
- 유원대학교(영동대학교) 겸임교수
- 충청북도 투자유치특별자문관
- 한국주차설비공업협동조합 이사장
- 한국조달연구원 이사
- 옥천군 장애인후원회 회장
- 2007년 중소기업중앙회 부회장
- 민주통합당 정책위원회 부의장
- 민주통합당 충청북도당 부위원장
- 민주통합당 충청북도당 보은군·옥천군·영동군 지역위원회 위원장
- 민주당 충청북도당 보은군·옥천군·영동군 지역위원회 위원장
- 새정치민주연합 충청북도당 보은군·옥천군·영동군 지역위원회 위원장
- 2015년~ 중소기업중앙회 부회장
- 더불어민주당 충청북도당 보은군·옥천군·영동군·괴산군 지역위원회 위원장
- 2017년 4월~ 더불어민주당 중소벤처기업위원회 위원장
- 2021년 9월~ 민주평화통일자문회의 부의장
- 2022년 1월~ 민주평화통일자문회의 종전선언특별위원회 위원장
- 2022년 7월~ 더불어민주당 충청북도당 보은군·옥천군·영동군·괴산군 지역위원회 위원장
- 2024년 3월~ 더불어민주당 정책위원회 부의장

## 역대 선거 결과
|  | 30.93% |

|  | 43.32% |

|  | 47.06% |

## 가족
- 아버지 : 이용희(국회의원)
- 배우자 : 이주연 (이민섭 前 문화체육부장관의 딸)
- 형 : 이재훈(배우)

## 수상
- 2009년 모범중소기업인상